# Acalypha castroviejoi
Acalypha castroviejoi é uma espécie de flor do gênero Acalypha, pertencente à família Euphorbiaceae.